# Infrastruktura
 Infrastruktura  se tipično odnosi na tehničke strukture i sustave koji podržavaju društvo, kao npr. ceste, vodovod, kanalizacija, elektropskrba, itd. Mogu biti u vlasništvu i održavane od lokalnih i središnjih vlasti, ali i od privatnih tvrtki ili u sklopu javno-privatnog parnerstva.
Općenitija definicija infrastrukture je mreža resursa "gdje je sistem kao cjelina namijenjen biti neograničeno održavan specifičnim standardom usluge kroz kontinuiranu izmjenu i promjenu svojih dijelova."
Pojam infrastruktura se može odnositi i na informatičku tehnologiju, neformalne i formalne kanale komunikacije, političke i socijalne mreže ili sustav vjerovanja članova pojedine grupe. 
Ekonomski, na infrastrukturu se može gledati kao elemente ekonomije koja dopušta proizvodnju dobara i usluga koje same nisu dio proizvodnog procesa, kao npr. ceste koje omogućuju prijevoz sirovina kao i gotovih proizvoda.